# 天苑增十八
HD 22243，又名BD-10 704，SAO 149047、HR 1091，是一颗恒星，视星等为6.25，位于銀經196.69，銀緯-47.9，其B1900.0坐标为赤經3h 29m 48.9s，赤緯-10° -47.9′ 11″。